# 王文震
王文震（10世纪—11世纪），北宋官员。
大中祥符四年（1011年）七月，王文震在知江州任上献上芝草。六年（1013年）二月，江州庐山崇圣院又生芝草，王文震又献上。
大中祥符九年（1016年）十二月，时任刑部员外郎王文震被从棣州召还，奉命知梓州。有人说其资望轻，宋真宗说：“东川（治所在梓州）大藩，应该选择任命年老有德者。”于是改命王文震提点福建路刑狱。 